# Řád Leopolda II.
Řád Leopolda II. (francouzsky Ordre de Léopold II, nizozemsky Orde van Leopold II) je státní vyznamenání Belgického království pojmenované po králi Belgičanů Leopoldu II. Založen byl roku 1900 a udílen je občanům Belgie i cizím státním příslušníkům.

## Historie a pravidla udílení
Řád byl založen Leopoldem II. jakožto králem Svobodného státu Kongo dne 24. srpna 1900. Pojmenován byl na počest svého zakladatele. Poté, co se Kongo stalo belgickou kolonií, byl řád roku 1908 začleněn do systému belgických vyznamenání. Udílen je za zásluhy o panovníka a jako projev panovníkovy osobní dobré vůle. Může být udělen občanům Belgie i cizím státním příslušníkům. Dne 1. května 1903 byl řád reformován. K další úpravě došlo 24. října 1951, kdy byl na insignie umístěn dvojjazyčný text s heslem řádu.
Řád je také spolu s Řádem koruny udílen za dlouholetou službu ve státní správě. V systému belgických vyznamenání se nachází na třetím místě za Řádem Leopolda a Řádem koruny.
Řád je udílen královským dekretem ve stanovených termínech: 8. dubna v den narozenin krále Alberta I., 15. listopadu v den Králových slavností a někdy také 21. července.

## Insignie
Řádový odznak má tvar maltézského kříže s hroty zakončenými kuličkami, který je v případě třídy rytíře stříbrný a u vyšších tříd zlatý. Mezi rameny kříže je vavřínový věnec ze stejného kovu jako kříž. Na přední straně je uprostřed kulatý medailon s vyobrazením lva na černě smaltovaném pozadí. Při vnějším okraji je medailon lemován širokým modře smaltovaným kruhem s nápisem s heslem řádu ve francouzštině a nizozemštině L'UNION FAIT LA FORCE • EENDRACHT MAAKT MACHT. Odznak je převýšen královskou korunou. Od svého založení až do zařazení řádu do belgického systému byl středový medailon modře smaltovaný s černobílým znakem Svobodného státu Kongo a heslem TRAVAIL ET PROGRÈS.
Řádová hvězda má tvar pětiramenného maltézského kříže. Mezi rameny jsou shluky různě dlouhých paprsků. Uprostřed je položen řádový odznak.
Medaile má tvar maltézského kříže se spojenými rameny a svým vzhledem tak připomíná květ. Uprostřed je medailon s vyobrazeným lvem.

Stuha je modrá s černým pruhem uprostřed. V případě udělení řádu za zvláštních okolností se podoba stuhy ve třídě rytíře a důstojníka mírně liší. Při udělení vyznamenání za války se na stuhu přidávají zkřížené meče a navíc pokud k jeho udělení došlo za druhé světové války nebo korejské války je na stuze malá spona s názvem války. Pokud je uděleno za čin zvláště chrabrý je stuha na obou stranách zlatě ohraničena. Při udělení za mimořádně záslužný čin má stuha uprostřed černého pruhu úzký zlatý proužek. V případě udělení příslušníkům ozbrojených sil v dobách války se na stuhu přidávají stříbrné nebo zlaté palmy. Původně byla stuha modrá s bílým pruhem uprostřed.

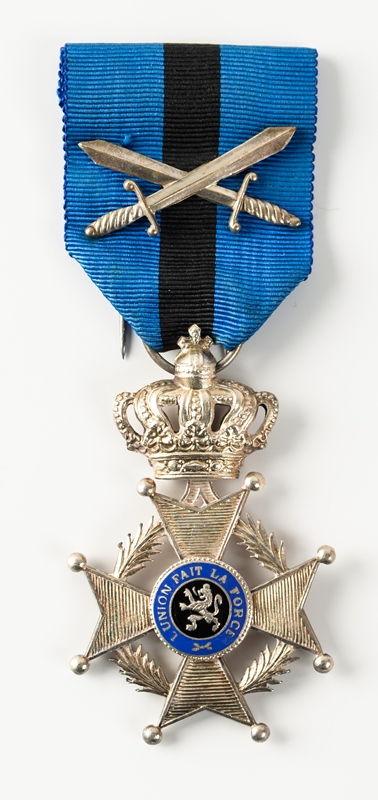
Třída rytíře, verze se zkříženými meči
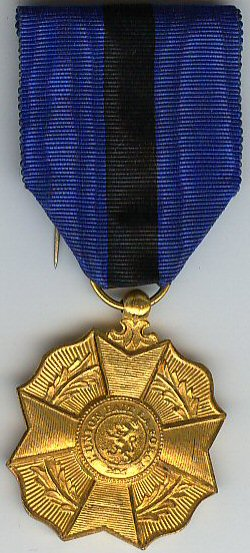
Zlatá medaile
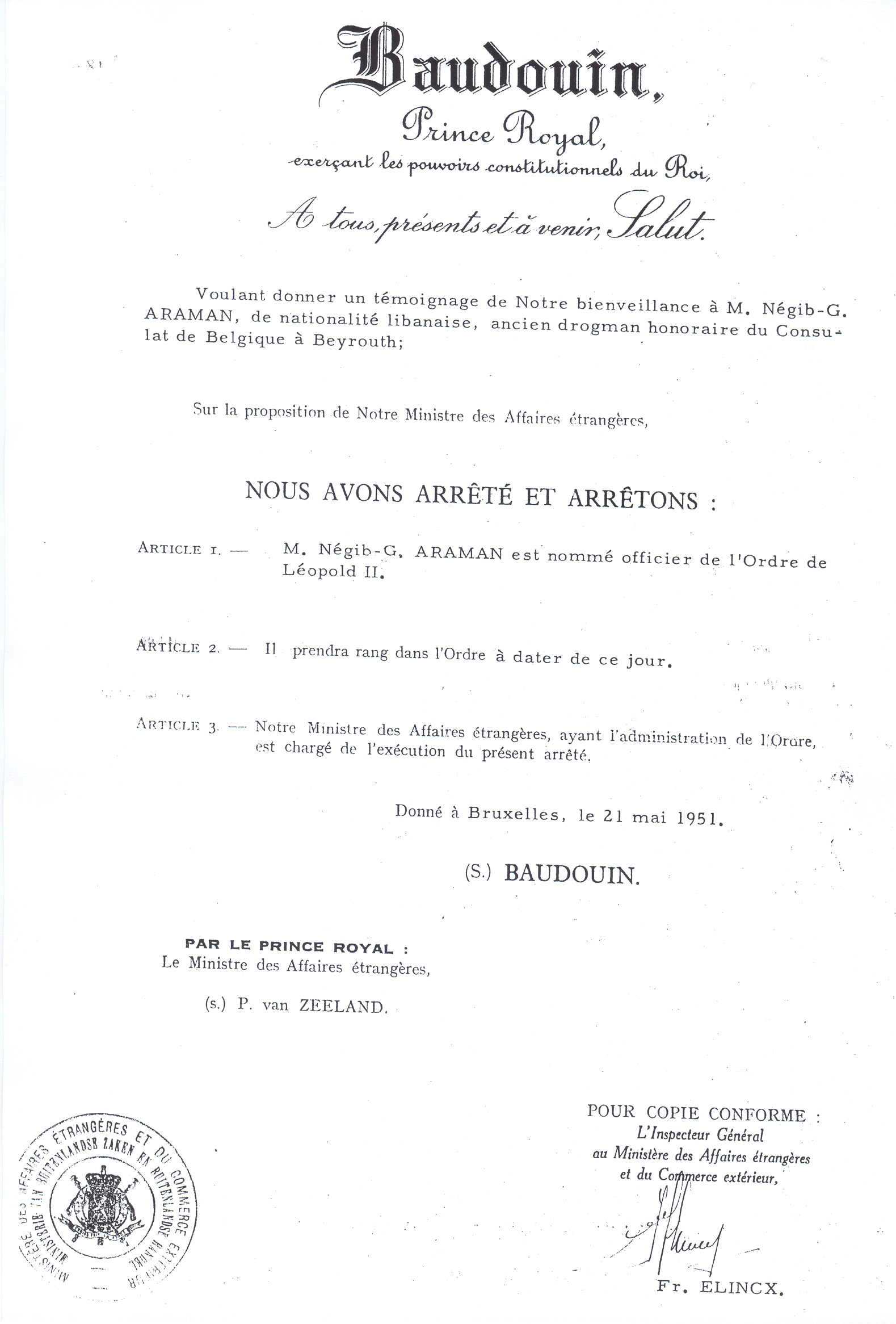
Osvědčení o udělení vyznamenání

## Třídy
Řád je udílen v pěti řádných třídách. Náleží k němu také tři medaile.
- velkokříž – Řádový odznak se nosí na široké stuze spadající z pravého ramene na protilehlý bok. Řádová hvězda se nosí nalevo na hrudi.[7]
- velkodůstojník – Řádový odznak se nosí na stuze kolem krku. Řádová hvězda se nosí nalevo na hrudi.[7]
- komtur – Řádový odznak se nosí na stuze kolem krku. Řádová hvězda této třídě již nenáleží.[7]
- důstojník – Řádový odznak se nosí na stužce s rozetou nalevo na hrudi.[7]
- rytíř – Řádový odznak se nosí na stužce bez rozety nalevo na hrudi.[7]
- zlatá medaile – Medaile se nosí na stužce nalevo na hrudi.[6]
- stříbrná medaile – Medaile se nosí na stužce nalevo na hrudi.[6]
- bronzová medaile – Medaile se nosí na stužce nalevo na hrudi.[6]

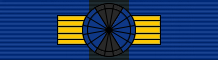
velkokříž
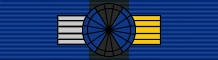
velkodůstojník
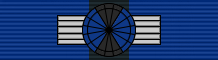
komtur
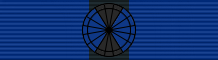
důstojník
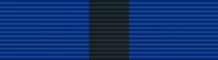
rytíř
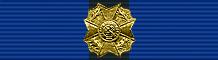
zlatá medaile
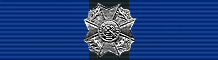
stříbrná medaile
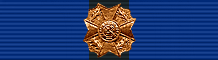
bronzová medaile